# چهل و چهارمین دوره المپیاد شطرنج
چهل و چهارمین دوره المپیاد شطرنج (انگلیسی: 44th Chess Olympiad) از ۲۸ ژوئیه تا ۹ اوت ۲۰۲۲ در چنای در ایالت تامیل نادو، هند برگزار شد این رقابت توسط فدراسیون بین‌المللی شطرنج سازمان‌دهی شده بود.
| # | کشور     | بازیکنان                                                                                | رده‌بندی میانگین | MP | dSB   |
| - | -------- | --------------------------------------------------------------------------------------- | --------------- | -- | ----- |
| 1 | ازبکستان | نادربیک عبدالستاروف، نادربیک یعقوبف، جواهیر سینداروف، جهانگیر واحدوف، شمس‌الدین ووخیدوف  | ۲۶۲۵            | ۱۹ | ۴۳۵٫۰ |
| 2 | ارمنستان | گابریل سارگیسیان، هراند ملکومیان، ساموئل تر-ساهاکیان، مانوئل پتروسیان، روبرت هوهانیسیان | ۲۶۴۲            | ۱۹ | ۳۸۲٫۵ |
| 3 | هند      | گوکش دی، نیهال سارین، آر. پراگناناندا، آدیبان باسکاران، رائوناک سادوانی                 | ۲۶۴۹            | ۱۸ |       |

توضیحات
- Average ratings calculated by chess-results.com based in July 2022 ratings.